# Belén Ludueña
María Belén Ludueña Giacaman (* 9. November 1992 in Curicó) ist eine ehemalige chilenische Tennisspielerin.

## Karriere
Ludueña begann mit fünf Jahren das Tennisspielen und bevorzugt Sandplätze. Sie spielte überwiegend Turniere auf dem ITF Women’s Circuit, bei denen sie einen Titel im Doppel gewann.
Sie war 2008 Teil der U16-Nationalmannschaft beim Südamerikacup und Worldcup.
Sie erreichte in ihrer Karriere mehrere Viertel- und Halbfinals bei kleineren ITF-Turnieren. Ihre größten Erfolge waren Finalteilnahmen im Dezember 2010 im Doppel beim ITF-Turnier in Talca, das sie an der Seite von Flavia Guimaraes Bueno gegen Verónica Cepede Royg und Luciana Sarmenti verlor, sowie weitere drei Finalteilnahmen 2011 und ein Titelgewinn an der Seite von Daniela Seguel.
Seit 2017 ist Ludueña Kapitänin der chilenischen Fed-Cup-Mannschaft.

### College Tennis
Ludueña spielte 2012 bis 2014 für das Damentennisteam der Jayhawks der University of Kansas.

## Turniersiege

### Doppel
| Nr. | Datum         | Turnier  | Kategorie   | Belag | Partnerin      | Finalgegnerinnen                   | Ergebnis         |
| --- | ------------- | -------- | ----------- | ----- | -------------- | ---------------------------------- | ---------------- |
| 1.  | November 2011 | Rancagua | ITF $10.000 | Sand  | Daniela Seguel | Carla Forte Flavia Guimaraes Bueno | 6:4, 4:6, [10:5] |

## Persönliches
Ludueña ist die Tochter von Carmen Giacaman und José Ludueña, sie hat drei Geschwister, Cristina, Mauricio und Jorge. Sie besuchte das Colegio ZK in Santiago de Chile.
Ludueña schloss 2015 ihr Studium an der University of Kansas mit dem Bachelor of Arts ab und arbeitet seit 2016 als Tennistrainerin im Club deportivo manquehue  in Santiago de Chile.